# Martinovo Selo
Martinovo Selo est une localité de Croatie située dans la municipalité de Jelenje, comitat de Primorje-Gorski Kotar. En 2001, la localité comptait 129 habitants.

## Démographie
| 1948 | 1953 | 1961 | 1971 | 1981 | 1991 | 2001 |
| ---- | ---- | ---- | ---- | ---- | ---- | ---- |
| 142  | 137  | 134  | 146  | 150  | 131  | 129  |